# Villa Ada (zone urbanistique de Rome)
Villa Ada est une zone urbaine de la ville de Rome située dans le Municipio II.

## Situation
La zone, désignée par le code 2Y, est située dans le Municipio II et le quartier de Parioli. Elle comprend notamment le parc de la Villa Ada dont elle tire son nom.